# École hébraïque Talmud Torah de Meknès

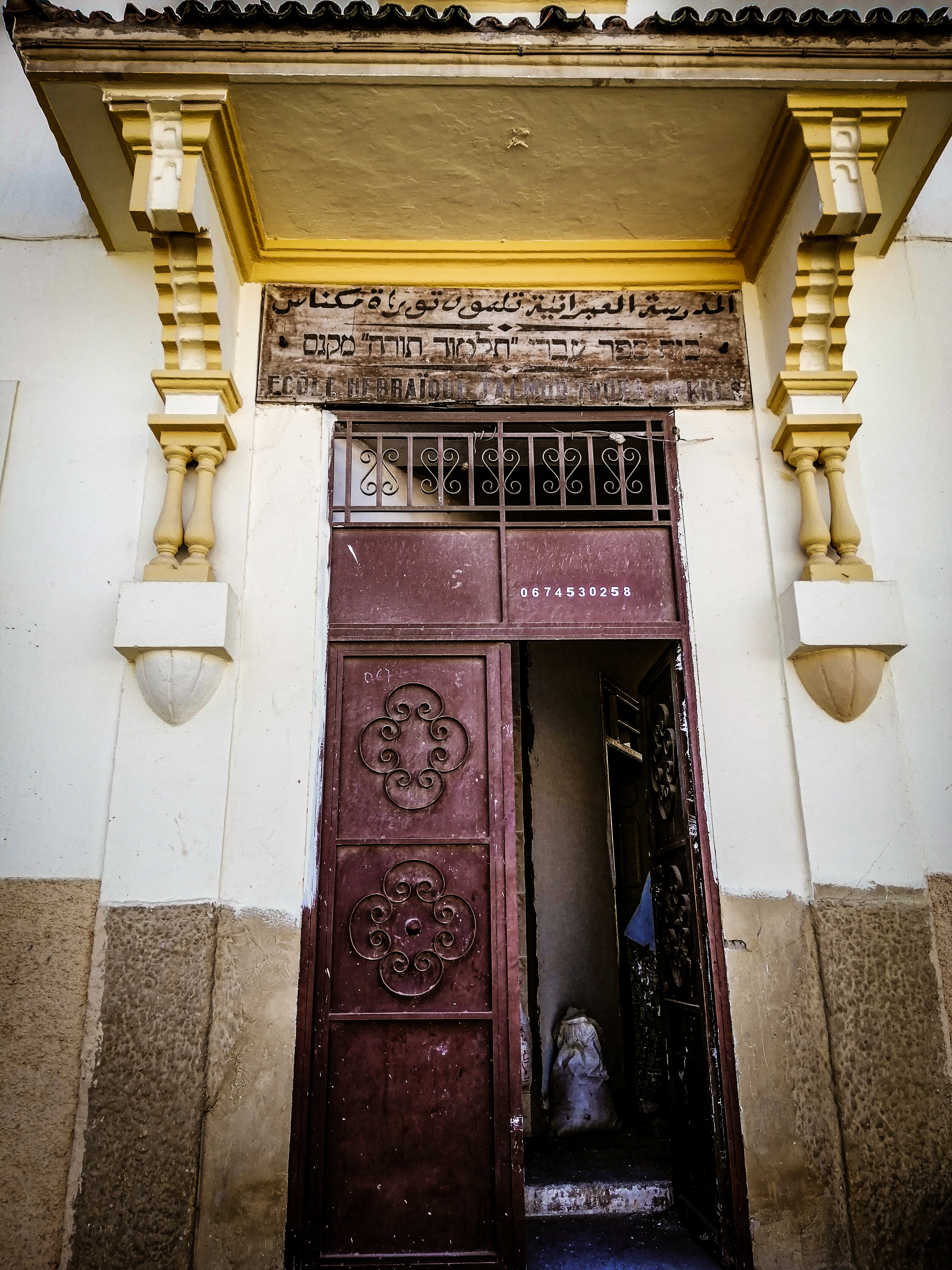
Ecole Hébraïque Talmud Torah de Meknès

l'Ecole Hébraïque Talmud Torah de Meknès est une école rabbinique située au nouveau Mellah (quartier juif) de la médina de Meknès.
L'école comptait à ses heures de gloire jusqu'à 2000 élèves et a connu parmi ses directeur le rabbin Chalom Messas durant la période allant de 1931 à 1949.